# Quercus carmenensis
Espèce
Classification phylogénétique
Quercus carmenensis (surnommé chêne mexicain) est une espèce d'arbre de la famille des fagacées originaire du comté de Brewster (Texas, États-Unis) et de Coahuila (Mexique). Il pousse dans les forêts de pins et de chênes à des altitudes comprises entre 1 500 et 1 950 m. Il s'agit d'une espèce à feuilles caduques à l'écorce grise et aux rameaux rouges. Les feuilles sont lancéolées avec des lobes irréguliers le long des marges,,.